# Plectris santosana
Plectris santosana är en skalbaggsart som beskrevs av Frey 1967. Plectris santosana ingår i släktet Plectris och familjen Melolonthidae. Inga underarter finns listade i Catalogue of Life.